# Маріян Рауш
Маріян Раун (сербохорв. Marjan Rauš, нар. 1933, Вараждин — пом. 2009) — югославський (хорватський) футбольний арбітр 1970-х років.

## Кар'єра
Працював зокрема на таких турнірах:
- Фінал Кубка Югославії: 1971/72, 1975/76
- Кубок Азії 1976 (1 матч)
- Молодіжний чемпіонат світу 1979 (1 матч)
- Олімпійські ігри 1980 (1 матч)